# بوشينج تين
بوشينج تين (بالإنجليزية: Pushing Tin)‏ فيلم أمريكي إنتاج 1999 يحكي الفيلم عن حياة المراقبين الجويين واهمية المراقبة الجوية تدور أحداث الفيلم في الاقتراب الرإداري لنيويورك , الفيلم لم يحقق نجاحا بل وانه فشل وخسر كثيرا حسب احصائيات الاقبال على شباك التذاكر.

## بطولة
- جون كوساك
- بيلي بوب ثورنتون
- أنجلينا جولي
- كيت بلانشيت

## وصلات خارجية
- بوشينج تين على موقع IMDb (الإنجليزية)
- بوشينج تين على موقع ميتاكريتيك (الإنجليزية)
- بوشينج تين على موقع روتن توميتوز (الإنجليزية)
- بوشينج تين على موقع نتفليكس (الإنجليزية)
- بوشينج تين على موقع ألو سيني (الفرنسية)
- بوشينج تين على موقع Turner Classic Movies (الإنجليزية)
- بوشينج تين على موقع أول موفي (الإنجليزية)
- بوشينج تين على موقع بوكس أوفيس موجو (الإنجليزية)
- بوشينج تين على موقع فيلمافينيتي (الإسبانية)
- بوشينج تين على موقع قاعدة بيانات الأفلام السويدية (السويدية)

1. 1 2 3 4 5 6 7 8 9 10  مذكور في: قاعدة بيانات الأفلام على الإنترنت. مُعرِّف قاعدة بيانات الأفلام على الإنترنت (IMDb): tt0120797. الوصول: 23 ديسمبر 2024. لغة العمل أو لغة الاسم: الإنجليزية.
2. 1 2  مذكور في: Trakt.tv. Trakt.tv film ID: 7363. الوصول: 23 ديسمبر 2024.
3. 1 2  مذكور في: قاعدة بيانات الفيلم. مُعرِّف فيلم في قاعدة بيانات الأفلام (TMDb): 12596. الوصول: 23 ديسمبر 2024. لغة العمل أو لغة الاسم: متعدد اللغات.
4. 1 2 3 4  مذكور في: ألو سيني. مُعرِّف أفلام ألو سيني (AlloCiné): 25455. الوصول: 23 ديسمبر 2024. المُؤَلِّف: جيان بلان. لغة العمل أو لغة الاسم: الفرنسية.
5. 1 2 3  وصلة مرجع: http://stopklatka.pl/film/zmeczenie-materialu. الوصول: 18 أبريل 2016.
6. ↑  وصلة مرجع: http://www.filmaffinity.com/en/film645048.html. الوصول: 18 أبريل 2016.
7. 1 2 3  وصلة مرجع: http://www.allocine.fr/film/fichefilm_gen_cfilm=25455.html. الوصول: 18 أبريل 2016.
8. ↑  وصلة مرجع: http://www.interfilmes.com/filme_12560_alto.controle.html%E2%80%8E%E2%80%8E. الوصول: 18 أبريل 2016.
9. 1 2 3 4 5  وصلة مرجع: http://www.fotogramas.es/Peliculas/Fuera-de-control. الوصول: 18 أبريل 2016.
10. 1 2 3 4 5 6 7 8 9 10 11 12 13  وصلة مرجع: http://www.imdb.com/title/tt0120797/fullcredits. الوصول: 18 أبريل 2016.
11. ↑  مذكور في: موارد الفيلم. معرف فيلم في موارد الفيلم: 65854. الوصول: 23 ديسمبر 2024. لغة العمل أو لغة الاسم: الفرنسية.